# 기계식 조준기

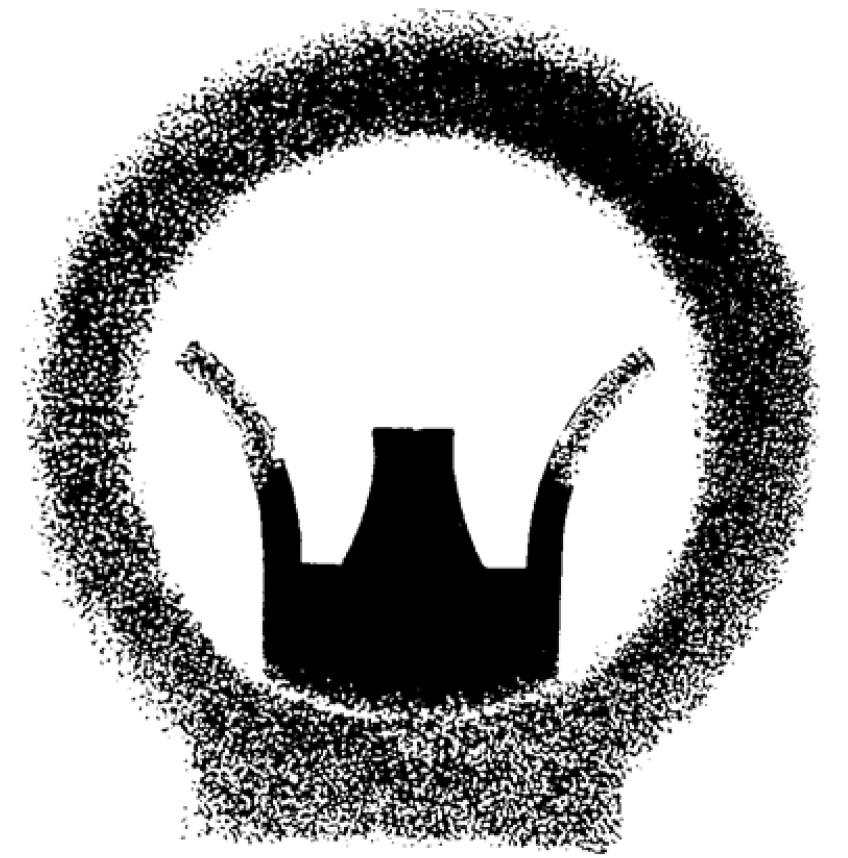
M16 소총의 조준선 정렬 상태. 큰 원이 사수의 눈에 가까운 가늠자, 중앙의 돌기가 총구 쪽의 가늠쇠이다.

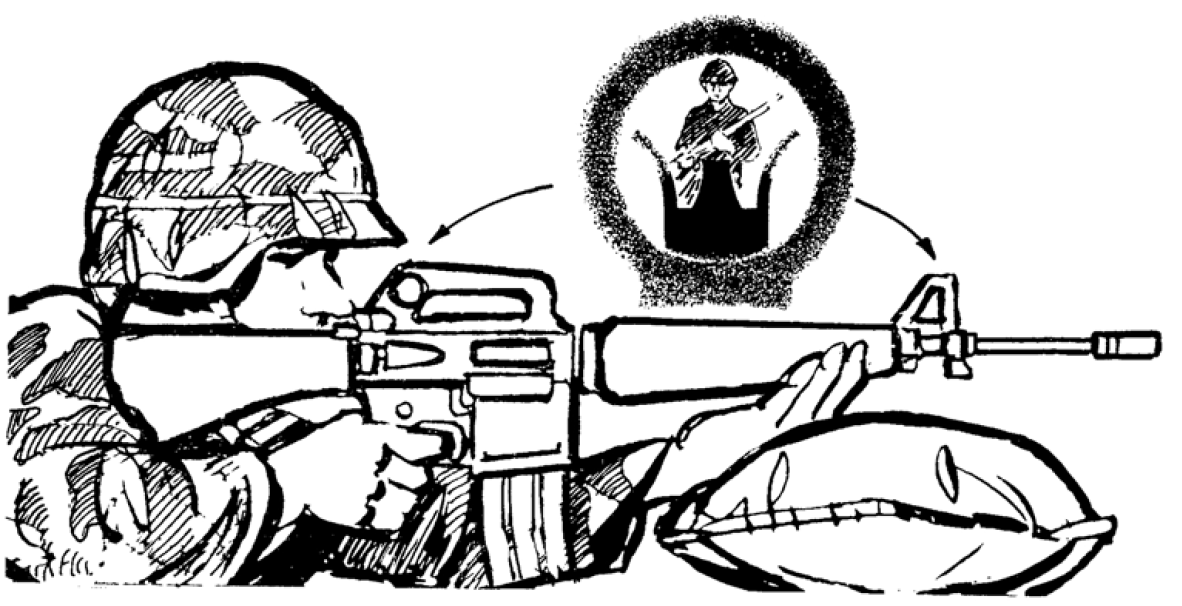
M16 소총의 기계식 조준기로 조준한 상태

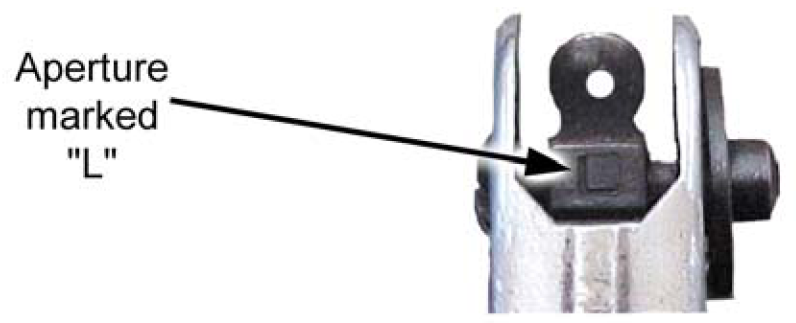
M16A1 소총의 가늠자

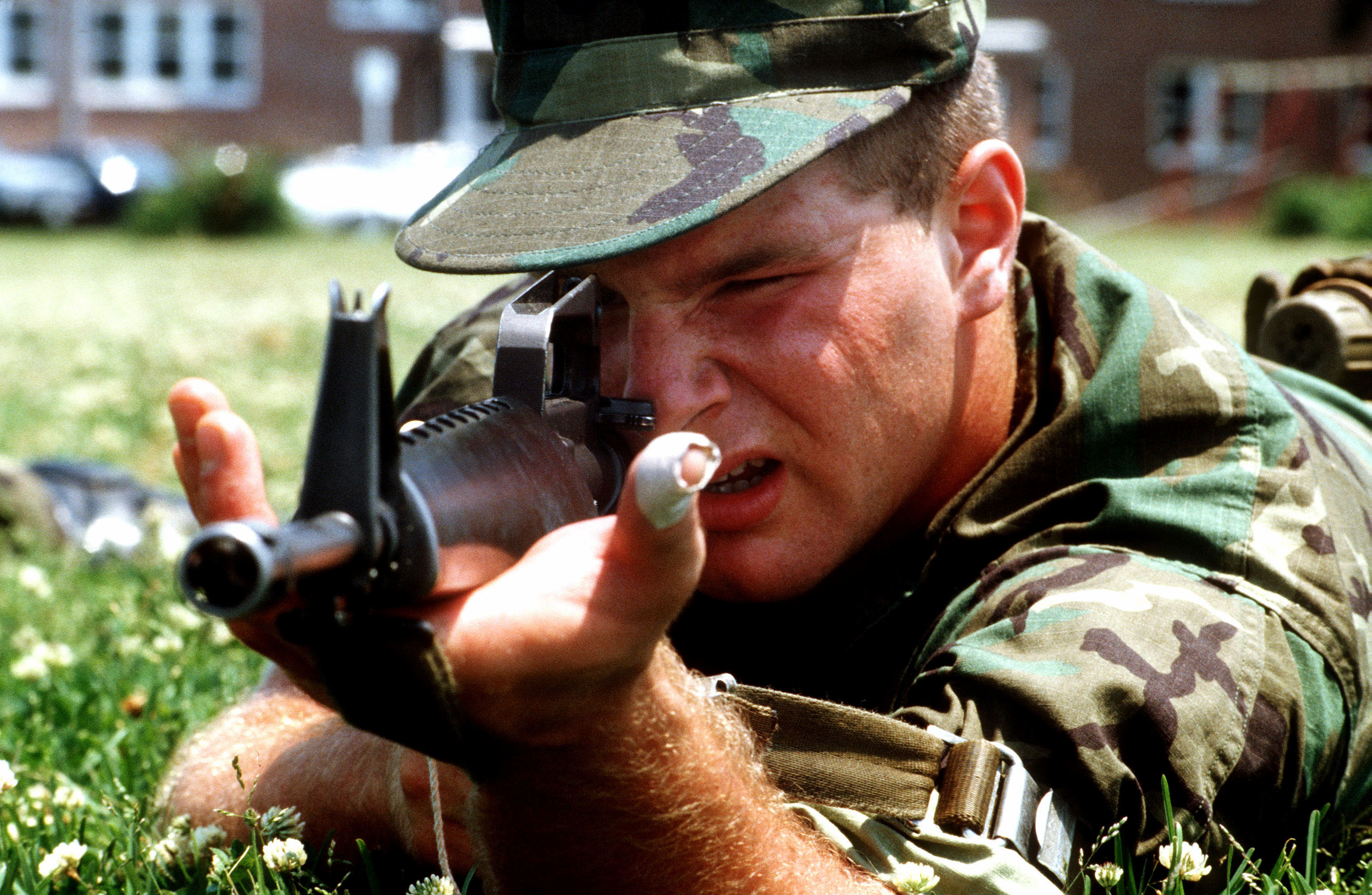
M16A1 소총으로 사격 훈련 중인 미해병대 신병

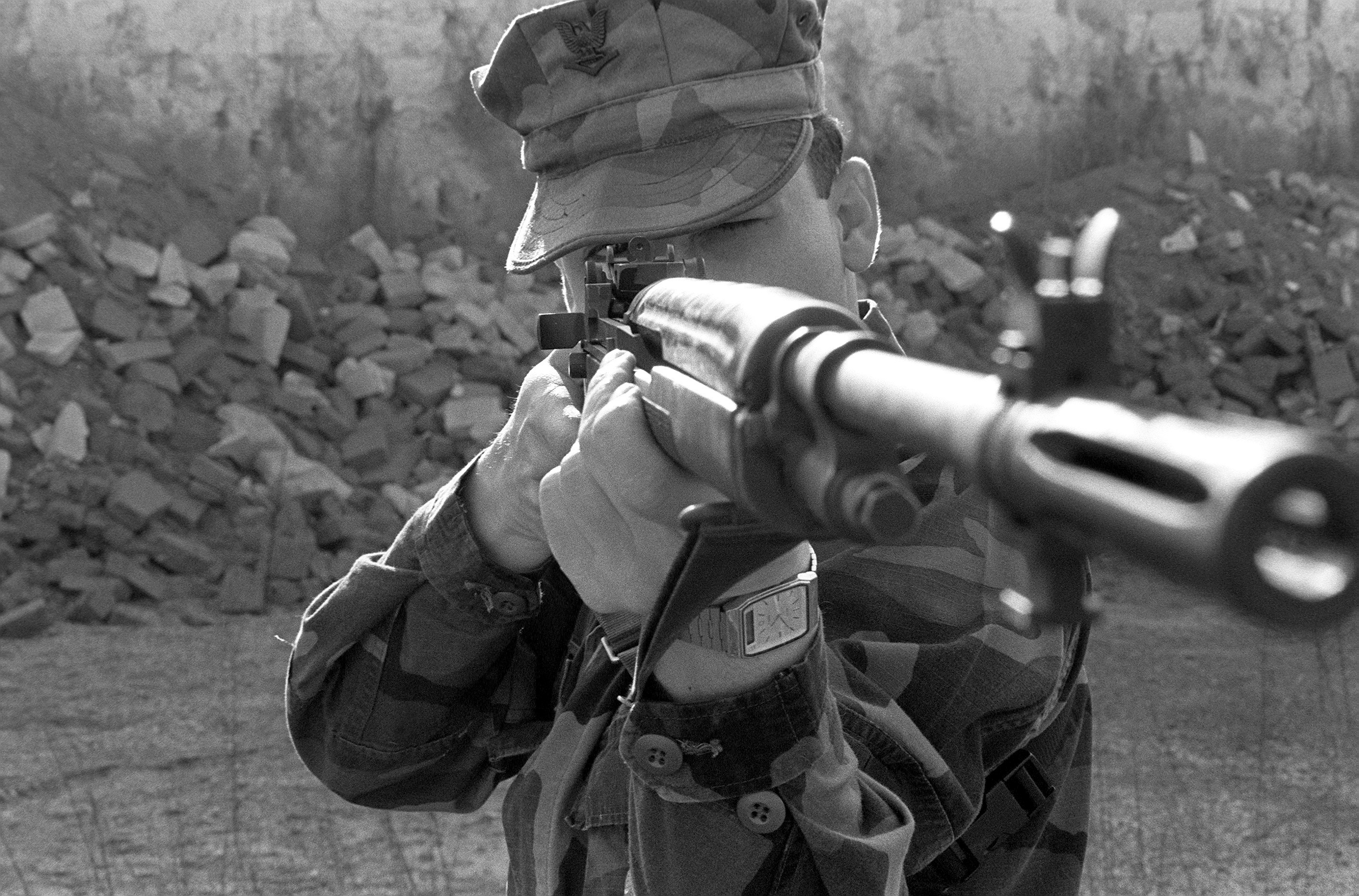
M14 소총으로 조준하고 있는 병사

기계식 조준기(mechanical sights)는 무배율 개방형 조준기이다. 보통 소총과 같은 화기나 석궁 등에 쓰인다. 때때로, 광학식 조준기를 보조하는 역할로서 쓰이기도 한다. 기계식 조준기는 보통 가늠자(rear sight)와 가늠쇠(front sight)로 구성된다.

## 작동 원리
가늠쇠와 가늠자를 맞추는 동심원리와, 1번사진과 같이 작동하는 개방가늠쇠및 폐쇄가늠쇠에 동시 기동형인 개,폐가늠쇠가 있다,
동심원리에 대표적인 K2소총은, 대한민국군에서 사용하고있으며 M16A1소총에서 개,폐가늠쇠가 사용되었다.

## 기계식 조준기 조절
영점을 조절하여 작동하며, 사수에 눈에 맞게 조정한다.

## 기계식 조준기의 종류
'동심원리','개,폐조준기','탄젠트식 조준기',로터리식 가늠자'가 있다.

## 다른 방식의 조준기들
- 광학식 조준기
- 레드 도트 사이트

## 같이 보기
- 망원 조준경